# Salma Mumin
Salma Mumin là một nữ diễn viên Ghana. Với công việc là một nữ diễn viên, cô đã nhận được một số giải thưởng và đề cử trong ngành công nghiệp điện ảnh bao gồm Giải thưởng Diễn viên màn hình Tạp chí Paccorus (Giải thưởng Pamsaa) Nữ diễn viên mới quốc tế xuất sắc nhất năm 2014.

## Tuổi thơ
Mumin được sinh ra ở Wa, ở khu vực phía Tây của Ghana và trải qua những ngày thơ ấu ở đó. Cô theo học tại Trường tiểu học Odorkor 1 vì giáo dục cơ bản và sau đó chuyển đến Trường trung học cơ sở Insaaniyya. Sau đó, cô chuyển đến Accra để theo đuổi sự nghiệp diễn xuất của mình.

## Sự nghiệp
Mumin xuất hiện lần đầu trên màn ảnh vào năm 2007, nơi cô được xuất hiện trong bộ phim Passion and Soul. Từ năm 2012, cô cũng đã đóng các vai trong các bộ phim Sự quyến rũ, Không xin lỗi, Cô gái học đại học, Bỏ vợ tôi, Di chúc, Đất của người đàn ông và Vợ tôi không biết, và John và John.

### Nhà sản xuất
Năm 2015, cô đã sản xuất bộ phim đầu tiên của mình mang tên No Man's Land.

## Công việc quảng cáo
Khuôn mặt của Mumin có thể được nhìn thấy trên các bảng quảng cáo và quảng cáo truyền hình ở Ghana, bao gồm quảng cáo cho uniBank, Jumbo, Electromart và nhiều hơn nữa. Quảng cáo truyền hình đầu tiên của cô là cho uniBank. Cô là đại sứ thương hiệu cho Hollywood Nutritions Slim Smart.

## Đóng phim
- What My Wife Doesn’t Know
- No Man’s Land [9]
- Seduction
- No Apology
- Passion and Soul
- College Girls
- Leave My Wife
- The Will
- Amakye and Dede
- John and John
- Apples and Bananas